# Texas (Nova Espanya)
Texas va ser una de les províncies de Nova Espanya des del 1690 fins al 1821. El seu territori és ara part de l'estat de Texas als Estats Units. El 1821 el territori va ser inclòs dins de Mèxic.

## Localització
El Texas Espanyol va ser una província del nord-est del Virregnat de la Nova Espanya. Limitava al sud amb la província de Coahuila, en la línia formada entre els rius Medina i Nous, 100 milles (161 km) al nord-est de Río Grande.
A l'est limitava amb la Louisiana Francesa. Per a Espanya la frontera oriental era al Río Rojo. Els francesos reclamaven el territori entre el Río Rojo i el riu Savines, 72 km més a l'oest. Després de la Independència de Mèxic, entre 1824 i 1835, Texas va ser part de l'estat de Coahuila i Texas.

## Història

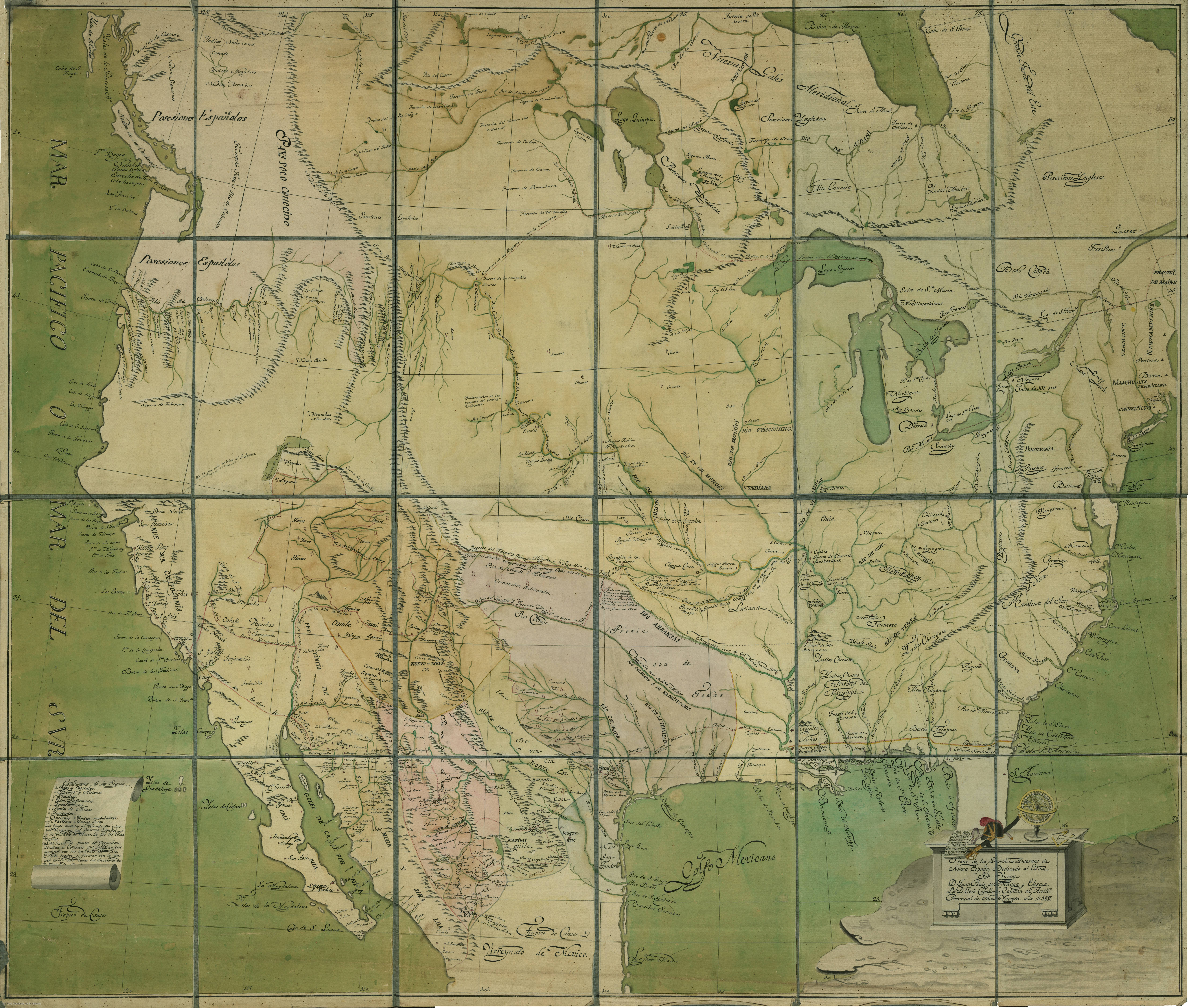
Nova Espanya en el mapa de 1817

Des de la conquesta de Mèxic, Espanya considerava formalment Texas com terra seva (incloent-hi el territori al Nord dels rius Medina i Nueces), però no va fer cap intent per a colonitzar Texas fins al 1689, quan es va saber que la colònia francesa de St. Louis havia deixat d'existir al cap de quatre anys de ser fundada. El 1690, Alonso de León va dirigir una expedició a l'est de Texas, durant la qual els missioners catòlics van fundar la primera missió al territori, però davant la resistència dels residents locals, els missioners van tornar cap a Mèxic.
El 1716 es van obrir diverses missions i una base armada (presidi), que tenia com a objectiu establir un amortiment entre les possessions espanyoles i la Louisiana francesa. Dos anys després, es va establir el primer assentament civil, San Antonio, a Texas, per a la comunicació entre missions com a ciutat espanyola més propera. Des dels seus inicis, la ciutat va ser atacada pels Apatxes. Això va continuar fins al 1749, quan els espanyols i apatxes van signar la pau.
L'acord de pau no va tenir efecte amb als enemics dels Apatxes, els comanxes, tonkawes i hasinai, no es van unir a l'acord de pau, i van continuar els atacs contra les províncies espanyoles. A causa d'això, l'afluència de pobladors a Texas va ser mínima, i va romandre com una de les províncies menys poblades de Nova Espanya. El 1785, es va concloure un acord de pau amb els Comanxes, que va ajudar a eliminar l'amenaça d'atacs d'altres tribus índies. Es van incrementar les missions a Texas, que van contribuir a la transició pacífica dels indis cap al catolicisme. A finals del segle xviii, només algunes tribus nòmades de Texas no estaven cristianitzades.

### Louisiana espanyola i Independència de Mèxic
França va renunciar formalment a Texas el 1762, quan va transferir la Louisiana a Espanya. Texas va perdre la seva importància com a província d'amortiment, i molts assentaments al nord-est de la província van deixar d'existir, causant el trasllat de la seva població a San Antonio. El 1799, Espanya va tornar la Louisiana a França, i poc després Napoleó la va vendre als Estats Units.
El president dels Estats Units, Thomas Jefferson, va interpretar que la Louisiana incloïa tots els territoris des de les muntanyes Rocoses a l'oest fins a Rio Grande al sud, demarcació que se superposava significativament amb el Texas espanyol. La disputa territorial no es va resoldre fins al 1819, quan Espanya va transferir Florida als Estats Units a canvi del reconeixement de la frontera oriental de Texas al riu Sabin.
Durant Guerra d'Independència de Mèxic Texas va experimentar profunds trastorns. El governador Manuel María de Salcedo el 1810 va ser enderrocat pels rebels i empresonat. Va aconseguir persuadir al carceller per alliberar-lo i ajudar-lo a organitzar un cop d'Estat. Tres anys més tard, l'exèrcit republicà del nord, format principalment per indis i nord-americans, va enderrocar el govern de Texas i va arrestar a Salcedo, que va ser assassinat poc després. El 1820, quedaven a Texas, menys de dos mil ciutadans espanyols. El 1821, Espanya va perdre el control de Nova Espanya, i Texas es va convertir en una província en el recentment format Estat de Mèxic. Texas va declarar-ne la independència el 1835. Coahuila va formar part de l'efímera República del Río Grande, amb els estats de Nuevo León i Tamaulipas però llurs forces serien derrotades per les forces centralistes del general Antonio López de Santa Anna i els territoris van ser reintegrats a Mèxic. Finalment, el 1845, la República de Texas va decidir ajuntar-se amb els Estats Units, una acció que catalitzaria la Guerra Estats Units-Mèxic.

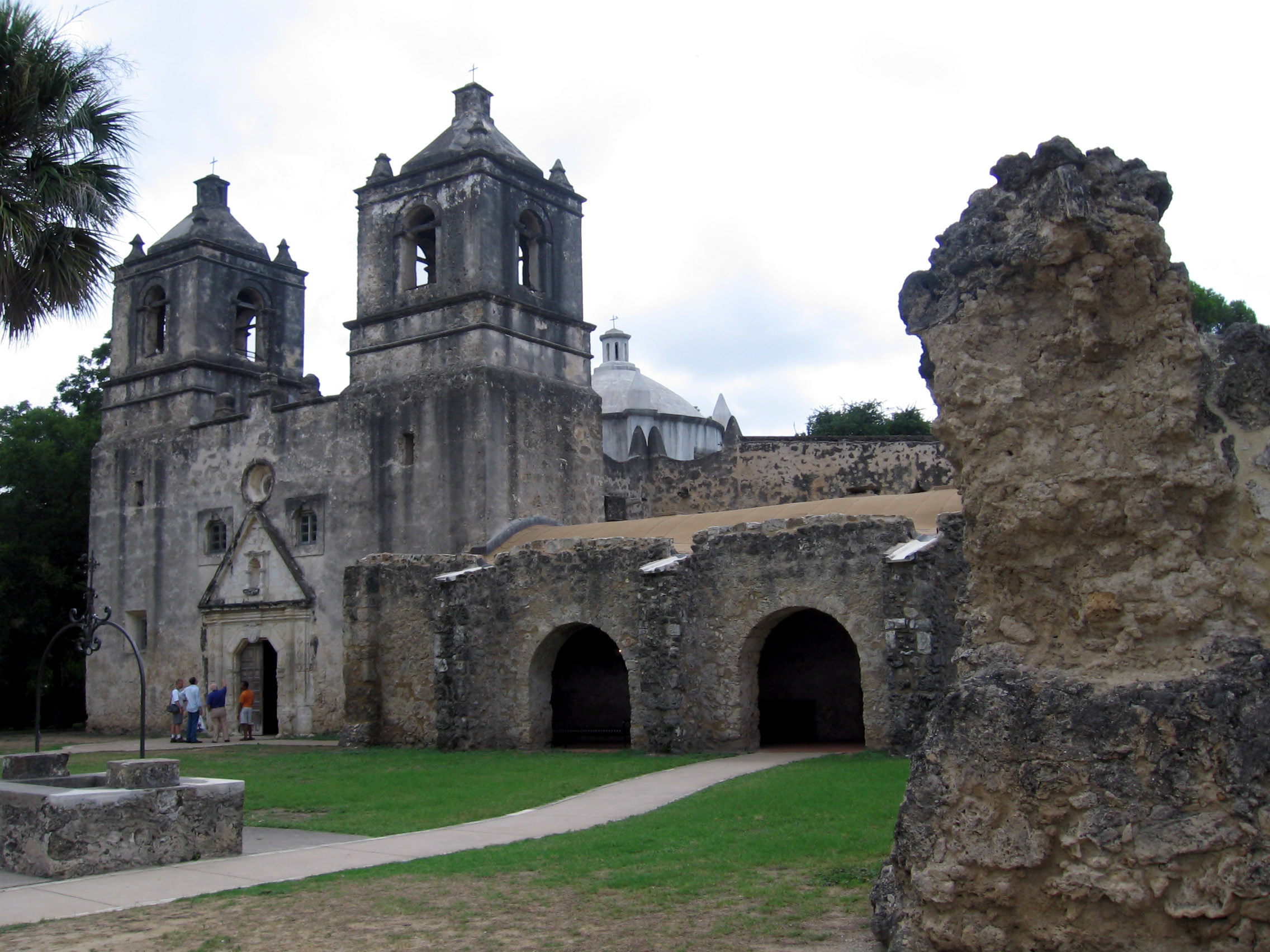
Missió Concepció és una de les missions de Sant Antoni part del National Historic Landmark.

## Empremta espanyola
El virregnat de Nova Espanya va deixar una marca significativa en la geografia i la cultura del Texas modern. Per tant, a causa del bestiar importat, l'acàcia es va estendre a les regions interiors de Texas, canviant significativament la seva ecologia. La majoria dels noms dels rius i altres topònims geogràfics provenen del castellà, així com encara existeixen mostres d'arquitectura colonial conjuntament amb les seves tradicions.